# Grande Jubileu de 2000

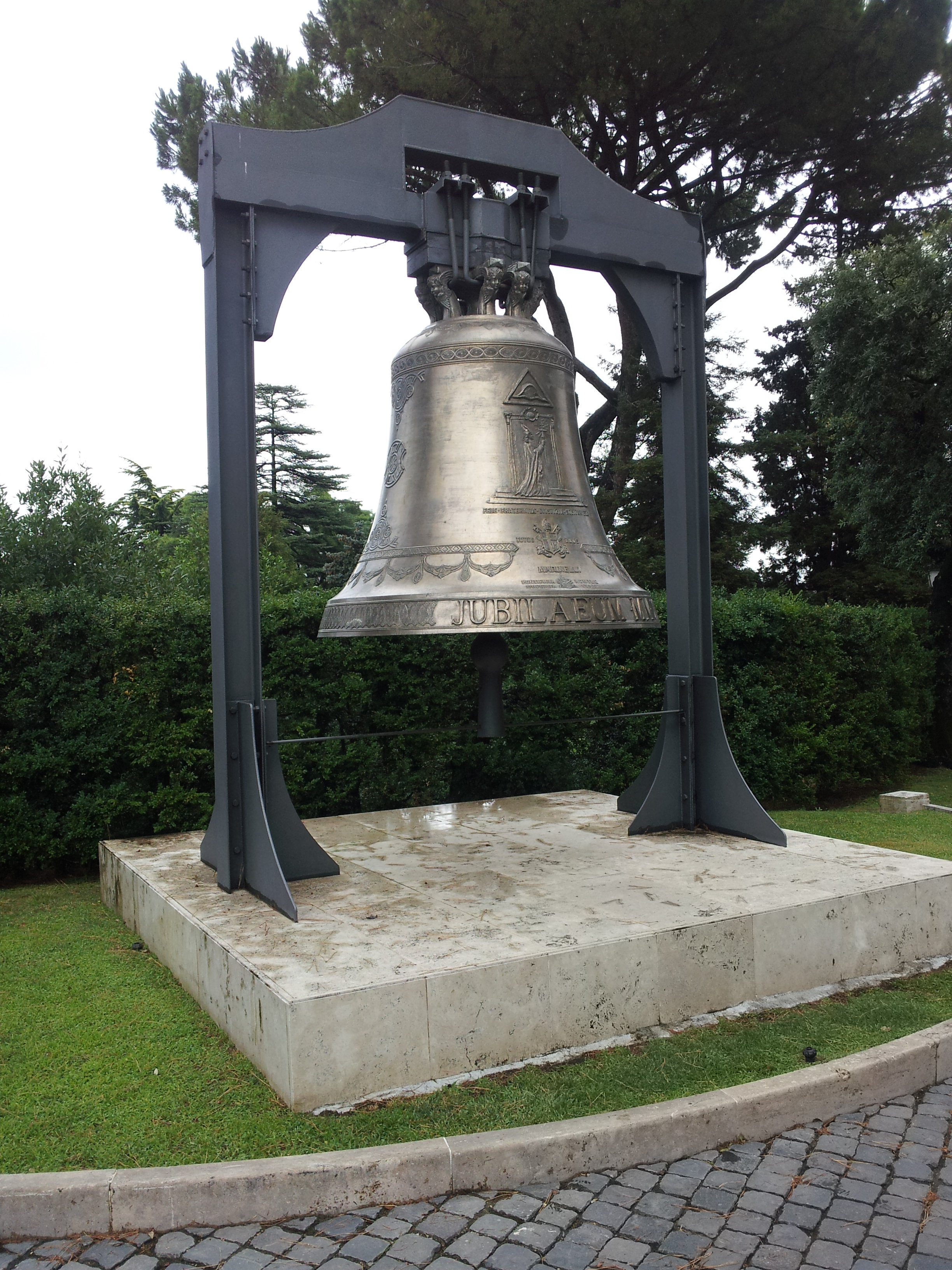
Grande sino do jubileu 2000, nos Jardins do Vaticano

O Grande Jubileu de 2000 foi um evento celebrativo da Igreja Católica, assim como outros  anteriores o Jubileu de 2000, de acordo com o credo cristão católico, foi uma celebração da misericórdia de Deus e o perdão dos pecados. A grande inovação neste Jubileu foi a adição de muitos aniversários especiais para vários grupos de pessoas  comemorados simultaneamente em Roma, na Terra Santa e em muitas outras partes do mundo.	

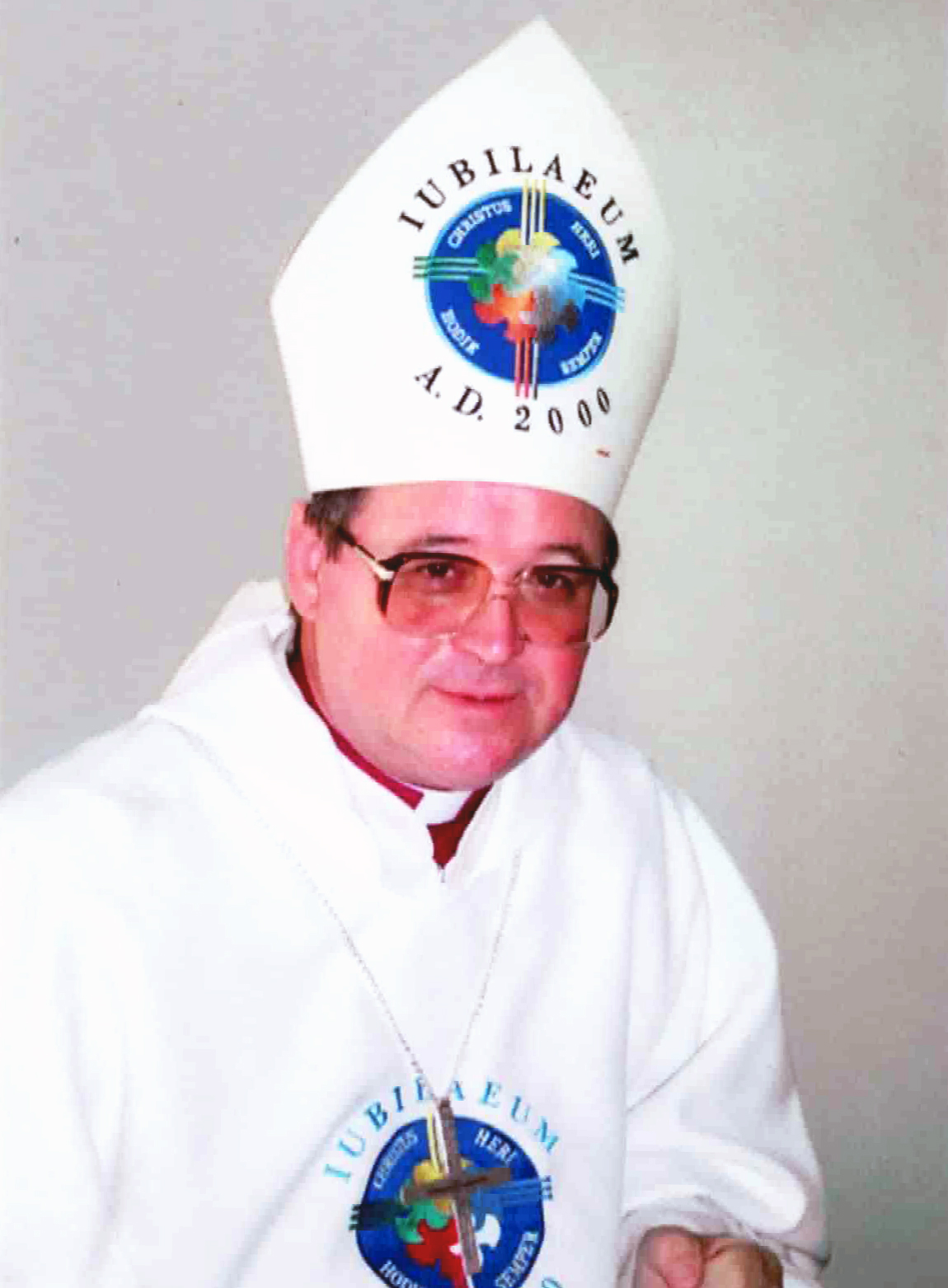
Símbolo do Jubileu do ano 2000 na veste episcopal do bispo Eduardo Zielski

## Preparações
Os preparativos para o Grande Jubileu começaram quando o Papa João Paulo II publicou a sua carta apostólica Tertio Millennio adveniente (do latim: "Com a aproximação do Terceiro Milênio") em 10 de novembro 1994.
Na carta, ele chamou a Igreja a iniciar um período de três anos de intensa preparação para a celebração do terceiro milênio cristão.
- No primeiro ano, 1997, foi caracterizado por uma exploração da Pessoa de Jesus.
- O segundo, em 1998, pela meditação sobre a Pessoa do Espírito Santo .
- O terceiro, 1999, pela meditação sobre a Pessoa de Deus, o Pai.

Cada ano foi acompanhado por uma oração especial de consagração à Virgem Maria.
A convocação formal do Santo, que virá através da bula papal indicação, Incarnationis Mysterium (do latim: Mistério da Encarnação), em 29 de novembro de 1998.
Na bula, o papa indicou seu desejo de levar a Igreja para o Grande Jubileu do início do seu pontificado.
Explicou como este Jubileu seria uma possibilidade de abrir novos horizontes para a pregação do Reino de Deus. E também um tempo de penitência, tanto para os indivíduos como para toda a Igreja. Além disso, ele destacou que a situação ecumênica deste evento que envolveu não só os católicos, mas todos os cristãos e ao mundo.
As várias igrejas e basílicas de Roma se aproveitaram dos preparativos do jubileu para executar reparos longos e necessários.
A fachada da Basílica de São Pedro, no Vaticano, subiu ao palco por meses para remover cuidadosamente a poeira de séculos.
A Santa Sé ordenou a construção de um enorme estacionamento coberto sob a colina de Gianicolo, a fim de acomodar as caravanas de  ônibus chegantes.
A construção do estacionamento foi bloqueada por algum tempo após a descoberta de mosaicos que datam do desconhecido período imperial até então localizada sob o monte. Estes mosaicos foram todos transferidos de modo a permitir a conclusão do tempo de estacionamento para o jubileu.

## Indulgência no Jubileu
O Papa por meio de uma bula Penitenciaria Apostólica, indicando as condições para receber a indulgência  no período do  Jubileu.
Condições normais de confissão, Eucaristia, oração para o papa e da renúncia do apego ao pecado permaneceu inalterada, mas ao contrário de aniversários anteriores, era necessário visitar apenas uma igreja em um único dia.
A indulgência pode ser obtida em Roma visitar uma das quatro basílicas patriarcais, a Basílica de São Pedro, São João de Latrão, São Paulo Fora dos Muros e Santa Maria Maior, bem como visitar oSantuário de Nossa Senhora do Divino Amor, a Basílica de São Lorenzo fora dos muros ou as Catacumbas da Roma cristã.
Durante a visita, o peregrino tinha que tomar parte na celebração da Eucaristia ou gastar meia hora em adoração eucarística .
O perdão também poderia ser obtido na Terra Santa a visitar a Igreja do Santo Sepulcro, em Jerusalém, a Igreja da Natividade, em Belém , e a Igreja da Anunciação, em Nazaré.
Além disso, o Jubileu foi alargado a todas as  dioceses do mundo.
Uma visita à catedral, ou outro santuário indicado pelo bispo seria suficiente para ganhar a indulgência do Jubileu.
Freiras e monges do claustro poderia obter a indulgência em suas capelas.
Finalmente, a indulgência podia ser obtida através do sacrifício pessoal ou obras de caridade.
Foram especificamente mencionados como sacrifícios, parar de fumar ou beber álcool por pelo menos um dia ou fazer uma doação para ajudar os pobres.

## Os pontos relevantes
O especial contou com Jubileus cada semana do ano de 2000. Havia serviços especiais Vésperas realizadas diariamente na Basílica de São Pedro, muitas vezes com a participação do papa. Quase todo domingo foi dedicado a uma celebração especial de alguns setores da sociedade. (Veja a lista no final deste artigo).
Alguns eventos do ano do Jubileu foram ainda vistos como particularmente significativas.

## O início do ano jubilar católico
O Papa começou o Jubileu com a abertura da Porta Santa da Basílica de São Pedro alguns momentos antes da Missa do Galo, em 24 de dezembro 1999. Na maioria das vezes, as Portas Santas das basílicas patriarcais estão bem fechadas. Por ocasião do Jubileu, o Papa abre a porta como um símbolo de abrir as portas da graça. Os peregrinos que visitam as basílicas para ganhar a indulgência do Jubileu passarão por essas portas especiais. Para a maior parte do ano do Jubileu, foram formadas longas filas para passar pela porta.
João Paulo II simplificou consideravelmente o ritual de abertura em comparação com os jubileus anteriores. Após uma série de orações e hinos, o papa empurrou a porta com as mãos, enquanto eles foram retirados os assistentes e, em seguida, ajoelhando-se no limiar da igreja e rezou, segurando seu crucifixo de prata papal.
A Porta Santa do São João de Latrão foi aberta pelo Papa no dia seguinte e de Santa Maria Maggiore em 01 janeiro 2000.

## Jubileu ecumênico
Em 18 de janeiro 2000, para a abertura da Semana de Oração pela Unidade dos Cristãos  o Papado organizou um culto ecumênico,  enviando convites para líderes de outras religiões cristãs. Vinte e dois líderes cristãos aceitaram o convite, juntamente com representantes do Conselho Mundial de Igrejas, representando 337 denominações.

## Oração para a remissão dos pecados dos filhos da Igreja
O Papa João Paulo II abraça um crucifixo durante as cerimônias do Dia do Perdão, 12 de março 2000.
Uma celebração particularmente significativo para a cerimônia do Jubileu, o chamado "Dia do Perdão", foi realizada em 12 de março de 2000, o primeiro domingo de Quaresma . Na ocasião, o Papa pediu perdão a Deus pelos pecados cometidos por membros da Igreja.
Sete prelados da Cúria eram algumas orações especiais pedindo perdão em áreas específicas.
- O primeiro, o Cardeal Bernardin Gantin , decano do Colégio de cardeais, fez uma confissão geral de pecados dos cristãos ao longo da história.
- O cardeal Joseph Ratzinger, prefeito da Congregação para a Doutrina da Fé, fez a confissão de erros cometidos com o uso de métodos não-evangélicos no serviço da fé, como a Inquisição .
- O cardeal Roger Etchegaray , presidente do Comitê Central para o Jubileu pediu a confissão dos pecados que causaram divisão entre os cristãos.
- Cardeal Edward Cassidy , presidente do Conselho Pontifício para a Promoção da Unidade dos Cristãos , reconheceu os erros cometidos "contra o povo da " aliança  cristão", a judeus , povos nativos da América, Africanos e Asiáticos.
- Arcebispo japonês Stephen Fumio Hamao , presidente do Conselho Pontifício para a Pastoral dos Migrantes e Itinerantes , mencionou os pecados cometidos contra o amor , a paz , os direitos das pessoas, o respeito à culturas e religiões .
- Cardeal nigeriano Francis Arinze , presidente do Conselho Pontifício para o Diálogo Inter-religioso , tem exigido a confissão de pecados que têm prejudicado a dignidade da mulher e da unidade do gênero humano.
- Por fim, o arcebispo vietnamita Nguyễn Văn Thuận , Presidente do Pontifício Conselho Justiça e Paz , incentivou a confissão de pecados na área dos direitos humanos fundamentais: abusos contra crianças , a marginalização dos pobres, a supressão da vida dentro do  útero ou uso materno de fetos para a experimentação.

Esta mea culpa da Igreja tem sido amplamente aplaudido, mas alguns membros da Igreja Católica ter pensado que este processo já foi longe demais e prejudicou a doutrina segundo a qual a Igreja é santa. Por sua parte, o Papa, mais tarde, na oração do Angelus, indicou que esta cerimônia foi necessário:
"  O ' Ano Santo é um tempo de purificação: a Igreja é santa porque Cristo é a Cabeça e Esposo, o Espírito é que dá vida a sua alma e da Santíssima Virgem e os santos são a sua expressão mais autêntica. No entanto, os filhos da Igreja, conhecer a realidade do pecado , que está refletida em sua sombra, ocultando sua beleza. Portanto, a Igreja não cessa de implorar o perdão de Deus pelos pecados de seus membros.  "

## O Papa no muro das lamentações
De 21 março  a 26 março de 2000, o Papa fez uma viagem de peregrinação pessoal à Terra Santa . Esta foi a sua única viagem fora da Itália durante o Grande Jubileu. O Papa visitou a Jordânia , Israel e os territórios ocupados da  Autoridade Nacional Palestina . Dois eventos particularmente importantes da visita foram sua oração ao Muro das Lamentações , onde ele colocou em uma rachadura na parede, uma cópia da oração para o perdão dos pecados cometidos contra os judeus, e sua celebração da missa no Cenáculo em Jerusalém .
A ultima visita havia sido o Papa Paulo VI quando visitou Jerusalém em 1964 , porque o local é reverenciado no judaísmo como um local de enterro do rei Davi . O Papa João Paulo II celebrou  o lugar como santo para o cristianismo, onde ele pregou sobre as palavras: Cristo morreu, Cristo ressuscitou , Cristo vai voltar . Após a visita, o governo israelense ordenou a transferência da posse do Cenáculo à Igreja Católica em troca de Santa Maria Blanca, uma sinagoga , em Toledo ,Espanha , que tinha sido convertido em uma igreja .

## Eventos realizados durante o Jubileu
O evento do jubileu foi marcado também pela Jornada Mundial da Juventude em Roma; e o evento esportivo “Jubileu de esportes” sendo realizada no domingo,  29 de outubro , no Estádio Olímpico de Roma o jogo de futebol entre a seleção nacional de futebol , então liderada por Giovanni Trapattoni , e uma seleção de amostras de estrangeiros Serie A liderados por Sven Goran Eriksson  e  Fabio Capello , treinadores, respectivamente, Lazio e Roma . com a presença  de  Roberto Baggio . 

## Encerramento
O Jubileu foi encerrado em 06 de janeiro 2001 com a entrada em funcionamento da " Epifania’’ . Na noite anterior, a Basílica de São Pedro foi aberta até o último peregrino passou pela Porta Santa .Isso aconteceu em cerca de 3h00 em 6 de janeiro.
Após solenemente fechou a porta santa, o Papa celebrou a missa em frente à basílica para cerca de 100 mil pessoas na Praça de São Pedro. Para a ocasião, o Papa assinou sua Carta Apostólica NMI ("Ao entrar no novo milênio "), que descreve seus planos para a Igreja do século XXI .

## O Jubileu além da Igreja Católica
A proposta para comemorar o ano de 2000 foi muito bem recebida por outros cristãos. Anteriormente, o Vaticano havia sido uma decepção como o valdenses , a única gama religião protestante na Itália , se recusou a participar por causa de sua disputa sobre indulgência do Jubileu. No entanto, muitos cristãos não-católicos celebram este ano de uma forma especial.

### Perdão de dívidas externas de países
Houve também vários esforços  para trazer luz sobre questões sociais. Considerando que os jubileus bíblicos envolveu o perdão das dívidas, o cantor de rock  Bono Vox, do U2, organizou um grupo para aumentar a conscientização sobre o fato de que há nações do mundo em desenvolvimento sufocada por uma dívida externa que, provavelmente, não será capaz de retornar. Com a bênção do Papa, tentou convencer os governos e bancos internacionais a cancelarem dívidas durante o ano de Jubileu. 
O grupo italiano “Hands Off Cain” aproveitou a ocasião do Jubileu para exigir o fim da pena de morte no mundo. Cada vez que um país escolheu a comutar a pena de morte ou abolir a pena de morte, o grupo iluminou o Coliseu romano por vários dias.
O Papa também pediu uma moratória sobre as execuções e, se possível, a abolição da prática.
Em 09 de julho de 2000, o Papa visitou uma prisão em Roma.
A RAI, agência romana para o Jubileu, produz o filme Eterno nas ruas de Roma através dos desertos de Philip Porcelli. O filme é apresentado no 55o Festival Internacional de Cinema de Veneza.

## Agenda papal no Jubileu
- 24 dezembro 1999 : abertura da Porta Santa da Basílica de São Pedro
- 25 de dezembro de 1999: abertura da Porta Santa da Basílica de São João de Latrão
- 01 janeiro 2000 : abertura da Porta Santa da Basílica de Santa Maria Maggiore .
- 18 de  janeiro de 2000: abertura da Porta Santa da Basílica de São Paulo Fora dos Muros
- 02 de fevereiro de 2000: Jubileu da Vida Consagrada
- 11 de fevereiro de 2000: Jubileu do Doente e do pessoal de saúde
- 18 fevereiro 2000: Jubileu de Artistas
- 19 de fevereiro de 2000: Jubileu de Diáconos Permanentes
- 22 de fevereiro de 2000: Jubileu da Cúria Romana
- 12 de março de 2000: Dia do Perdão
- 19 de marco de 2000: Jubileu dos Artesãos
- 16 de abril de 2000: Domingo de Ramos
- 01 maio 2000: Jubileu de Trabalhadores
- 07 maio 2000: comemoração dos testemunhas da fé no século XX
- 18 maio 2000: Jubileu de Sacerdotes
- 25 maio 2000: Jubileu de cientistas
- 28 maio 2000: Jubileu da Diocese de Roma
- 02 de junho de 2000: Jubileu dos Migrantes
- 04 de junho de 2000: Jubileu de Jornalistas
- 18 de junho de 2000: abertura do Congresso Eucarístico Internacional
- 22 de junho de 2000: Solenidade do Corpo de Cristo
- 25 de junho de 2000: o fim do Congresso Eucarístico Internacional
- 09 de julho de 2000: Jubileu de Prisões
- 15 de agosto de 2000: Abertura da Jornada Mundial da Juventude
- 19 de agosto de 2000: Eva com a juventude do mundo em Tor Vergata
- 20 de agosto de 2000: Jubileu de jovens e conclusão do Dia Mundial da Juventude
- 11 de setembro de 2000: Jubileu das Universidades do mundo
- 15 de setembro de 2000: Jubileu Núncio Apostólico
- 17 set 2000: "Cidadãos Idosos Jubileu mais" - Jubileu da Terceira Idade
- 7 e 8 de outubro de 2000: Jubileu de Bispos
- 14 e 15 de outubro de 2000: Jubileu das Famílias e e Encontro Mundial de Famílias
- 22 de outubro de 2000: domingo,  Missões do mundo
- 29 de outubro de 2000: Jubileu do Mundial de Esportes
- 01 de novembro de 2000: 50 º aniversário do dogma da " Assunção .
- 05 de novembro de 2000: Jubileu dos Governantes e dos Políticos
- 12 de novembro de 2000: Jubileu do Mundo Agrícola
- 19 de novembro de 2000: Jubileu das Forças Armadas e da Polícia
- 26 de novembro de 2000: Jubileu de ' Apostolado do Leigos
- 03 de dezembro de 2000: Jubileu das Comunidades por pessoas com deficiência
- 10 de dezembro de 2000: Jubileu de Catequistas e Professores
- 17 de dezembro de 2000: Jubileu do Mundo do Entretenimento
- 06 janeiro 2001 : Fechamento da Porta Santa da Basílica de São Pedro